# ルキウス・ウァレリウス・フラックス (紀元前131年の執政官)
ルキウス・ウァレリウス・フラックス（ラテン語: PLucius Valerius Flaccus、生没年不詳）は、紀元前2世紀中期・後期の共和政ローマの政治家。紀元前131年に執政官（コンスル）を務めた。

## 出自
フラックスは、ローマで最も著名なパトリキ（貴族）であるウァレリウス氏族の出身である。ウァレリウス氏族の祖先はサビニ族であり、王政ローマをロームルスとティトゥス・タティウスが共同統治した際に、ローマへ移住したとされる。その子孫に共和政ローマの設立者の一人で、最初の執政官であるプブリウス・ウァレリウス・プブリコラがいる。その後ウァレリウス氏族は継続的に執政官を輩出してきた。特にフラックス家は紀元前1世紀中盤まで活躍し、メッサラ家と並んでウァレリウス氏族の中でも最も繁栄した。
カピトリヌスのファスティによれば、フラックスの父も祖父もプラエノーメン（第一名、個人名）はルキウスである。父ルキウスは紀元前152年の執政官、祖父ルキウスは紀元前195年の執政官である。さらに曽祖父プブリウスは紀元前227年の執政官、高祖父ルキウスは紀元前261年の執政官であり、フラックスのコグノーメン（第三名、家族名）を使ったのはこの高祖父が最初と思われる。

## 経歴
フラックスの初期の経歴に関しては何も知られていない。碑文の文章や、フラウィウス・ヨセフスの『ユダヤ古代誌』から、フラックスのアエディリス（按察官）やプラエトル（法務官）としての活動を特定しようとの試みもなされたが、信頼できる結果は得られていない。ウィッリウス法の規定と執政官就任年から逆算して、遅くとも紀元前134年までに法務官に就任したことは確実である。また紀元前131年以前に軍神マールスの神官（フラーメン）ちなっていた。
紀元前131年、フラックスは執政官に就任した。同僚執政官はプレブス（平民）のプブリウス・リキニウス・クラッスス・ディウェス・ムキアヌスで、ムキアヌスは前年から最高神祇官も務めていた。この2年前、アッタロス朝ペルガモンの最後の王となったアッタロス3世は、後継者となる男子がなく、自身の意志によって共和政ローマに王国を遺贈した。しかし、これを不満とするアリストニコスが王位を詐称し、紀元前131年にはローマに対して反乱を起こした。両執政官共に軍を率いて出征することを主張したが、最高神祇官を兼ねていたマンキヌスは、神官に過ぎないフラックスがローマを離れることを禁止し、結果ムキアヌスがこの戦争を指揮することとなった。これには前例があった。第一次ポエニ戦争終盤の紀元前242年、執政官アウルス・ポストゥミウス・アルビヌスはマールス神殿の最高神官（フラメン・マルティアリス）でもあり、神殿を守る義務があったため、最高神祇官のルキウス・カエキリウス・メテッルスは、アルビヌスがローマを離れることを許さなかった。紀元前189年にはムキアヌスの養祖父である最高神祇官プブリウス・リキニウス・クラッスス・ディウェスが、クゥイリーヌスの神官でもあった法務官クィントゥス・ファブウス・ピクトルのサルディニアへの出征を禁じた。またクラッスス・ディウェスはガイウス・ウァレリウス・フラックスに対し、彼の意志に反して、ユーピテルの神官になるよう強制した。両最高神祇官ともにプレブスの出身であり、その地位を利用して配下のパトリキの権威を弱めようとしたのである。また、ムキアヌスは祖父の敗北に対する復讐を行いたいとの気持ちもあったと思われる。
民会はフラックスに好意的であったが、最高神祇官の決定に逆らうことはできなかった。結果、ムキニウスはペルガモンに向けて出発するが、敗北して捕虜となり、自殺に近い死を遂げた。フラックスから見ると、これはムキアヌスがフラックスの法的権利を侵害したことに対する、当然の罰にように見えたであろう。

## 子孫
フラックスには同名の息子がおり、紀元前100年に執政官、紀元前97年にケンソル（監察官）を務め、紀元前80年代には元老院筆頭となっている

## 参考資料

### 古代の資料
- カピトリヌスのファスティ
- ティトゥス・リウィウス『ローマ建国史』
- マルクス・トゥッリウス・キケロ『演説集（ピリッピカ）』

### 研究書
- Broughton R. Magistrates of the Roman Republic. - New York, 1951. - Vol. I. - P. 600.
- Münzer F. Valerius 162ff // Paulys Realencyclopädie der classischen Altertumswissenschaft . - 1955. - Bd. VIII A, 1. - Kol. 3-5.
- Münzer F. Valerius 175 // Paulys Realencyclopädie der classischen Altertumswissenschaft . - 1955. - Bd. VIII A, 1. - Kol. 21-22.
- Münzer F. Valerius 176 // Paulys Realencyclopädie der classischen Altertumswissenschaft . - 1955. - Bd. VIII A, 1. - Kol. 22-25.
- Volkmann H. Valerius // Paulys Realencyclopädie der classischen Altertumswissenschaft . - 1948. - Bd. VII A, 1. - Kol. 2292-2296.
- Volkmann H. Valerius 89 // Paulys Realencyclopädie der classischen Altertumswissenschaft . - 1948. - Bd. VII A, 1. - Kol. 2311.